# Geometra rana
Geometra rana är en fjärilsart som beskrevs av Charles Oberthür 1916. Geometra rana ingår i släktet Geometra och familjen mätare. Inga underarter finns listade i Catalogue of Life.